# Arrondissement Privas
Privas is een arrondissement van het Franse departement Ardèche in de regio Auvergne-Rhône-Alpes. De onderprefectuur is Privas.

## Kantons
Het arrondissement was tot 2014 samengesteld uit de volgende kantons:
- Kanton Bourg-Saint-Andéol
- Kanton Chomérac
- Kanton Privas
- Kanton Rochemaure
- Kanton Saint-Pierreville
- Kanton Viviers
- Kanton La Voulte-sur-Rhône

Na de herindeling van de kantons bij decreet van 13 februari 2014, met uitwerking op 22 maart 2015, omvat het volgende kantons :
- Kanton Bourg-Saint-Andéol
- Kanton Haut-Eyrieux (deel : 12/44)
- Kanton Le Pouzin
- Kanton Privas
- Kanton Berg-Helvie  (deel : 6/19)
- Kanton Vallon-Pont-d'Arc  (deel : 1/30)
- Kanton Rhône-Eyrieux  (deel : 8/17)